# 홍서봉
홍서봉(洪瑞鳳, 1572년~1645년)은 조선의 문신이다. 자는 휘세(輝世), 호는 학곡(鶴谷), 시호는 문정(文靖), 본관은 남양이다.
1590년, 진사가 되었고 1594년, 별시문과에 병과로 급제하였다. 1600년, 사서가 된 뒤 정언, 부수찬에 이어 1602년, 이조좌랑과 성주목사를 역임하였다. 다시 경기도암행어사로 다녀와 1606년, 사예가 되었다. 1608년, 중시문과에 갑과로 급제한 뒤에는 사성, 응교, 교리를 역임하고 1608년(광해군 즉위) 유영경의 옥사 직후 정운원종공신 1등(定運功臣一等)에 책록되었다. 1610년, 강원도관찰사를 거쳐 이듬해 1611년, 동부승지 재직 중 김직재옥사로 파직되었다. 그러나 1623년, 인조반정을 주도하여 정사공신 3등에 책록되고 익녕군에 봉해졌으며 병조참의, 이조참의, 대사간, 동부승지, 부제학, 대사헌, 병조참판 등을 차례로 역임한 뒤 1626년에는 도승지가 되었다. 1628년에는 유효립의 모반을 고변, 영사공신 2등에 책록되고 지의금부사까지 되었다. 그 뒤 예조판서를 거쳐 1630년에는 대사헌이 되었는데 사치가 심함을 지적하였고 이어서 우참찬, 이조판서, 좌빈객, 병조판서를 겸한 뒤 1636년, 예조판서와 부묘도감제조를 겸했으며 이듬해 좌참찬, 대제학을 지내고 1636년, 우의정이 되고 좌의정에 올랐다. 그 해 병자호란이 일어나자 화의를 주장했고 1639년, 부원군에 봉해지고 영의정까지 되었는데 1640년부터 좌의정과 영의정을 번갈아가며 역임하였다. 1645년, 소현세자가 죽자 세손을 그대로 세자에 세울 것을 주장했다.

## 가족 관계
- 조부 : 홍춘경(洪春卿, 1497 ~ 1548)
- 조모 : 고성 이씨 - 고성군(固城君) 이맹우(李孟友)의 딸
  - 부친 : 홍천민(洪天民, 1526 ~ 1574)
  - 모친 : 고흥 류씨 - 류탱(柳樘)의 딸
  - 장인 : 장천군(長川君) 황혁(黃赫, 1551 ~ 1612)
  - 장모 : 윤온옥(尹溫玉, 1553 ~ ?)[1]
    - 부인 : 황계희(黃季姬, 1573 ~ ?)[2]
      - 딸 : 홍항정(洪恒貞, 1599 ~ ?)
      - 사위 : 반남 박씨 대사헌(大司憲) 박황(朴潢, 1597 ~ 1648)
      - 아들 : 홍명일(洪命一, 1603 ~ ?)
      - 자부 : 전주 이씨 - 시림군(始林君) 이세준(李世俊)의 딸
        - 손녀 : 풍양 조씨 조상정(趙相鼎)[3]의 처

      - 자부 : 능성 구씨 - 정랑(正郞), 증 승지(贈 承旨) 구인중(具仁重)의 딸 
        - 손자 : 홍처우(洪處宇, 1648 ~ 1693)
        - 손자 : 홍처주(洪處宙)
        - 손녀 : 풍산 홍씨 홍만회(洪萬懷)[4]의 처